# Ham Seok-min
Đây là một tên người Triều Tiên, họ là Ham.
Seok-Min Ham là một cầu thủ bóng đá thi đấu cho Gangwon FC cho mượn từ Suwon Bluewings. Năm 2013, anh được triệu tập vào Đội tuyển bóng đá U-20 quốc gia Hàn Quốc.
Sau khi học xong trung học, anh vào Đại học Soongsil và anh giành danh hiệu thủ môn năm 2013. Sau đó, anh hướng đến Giải Quốc gia Hàn Quốc.
Theo một cổ động viên lâu năm của Suwon Samsung Bluewings kể từ năm 2005, anh tiết lộ rằng 'Suwon luôn là câu lạc bộ số 1 trong lòng anh' sau khi gia nhập.

## Danh hiệu
Ham đã 1 lần đoạt Á quân K League Classic.